# 讓·聖特尼
让·圣特尼（法語：Jean Sainteny，1907年5月29日—1978年2月25日），原名讓·羅歇（Jean Roger，1949年以前），法國政治家。由於他對國家的特殊貢獻，被授予法國國家最高榮譽中的高級將官勛章。

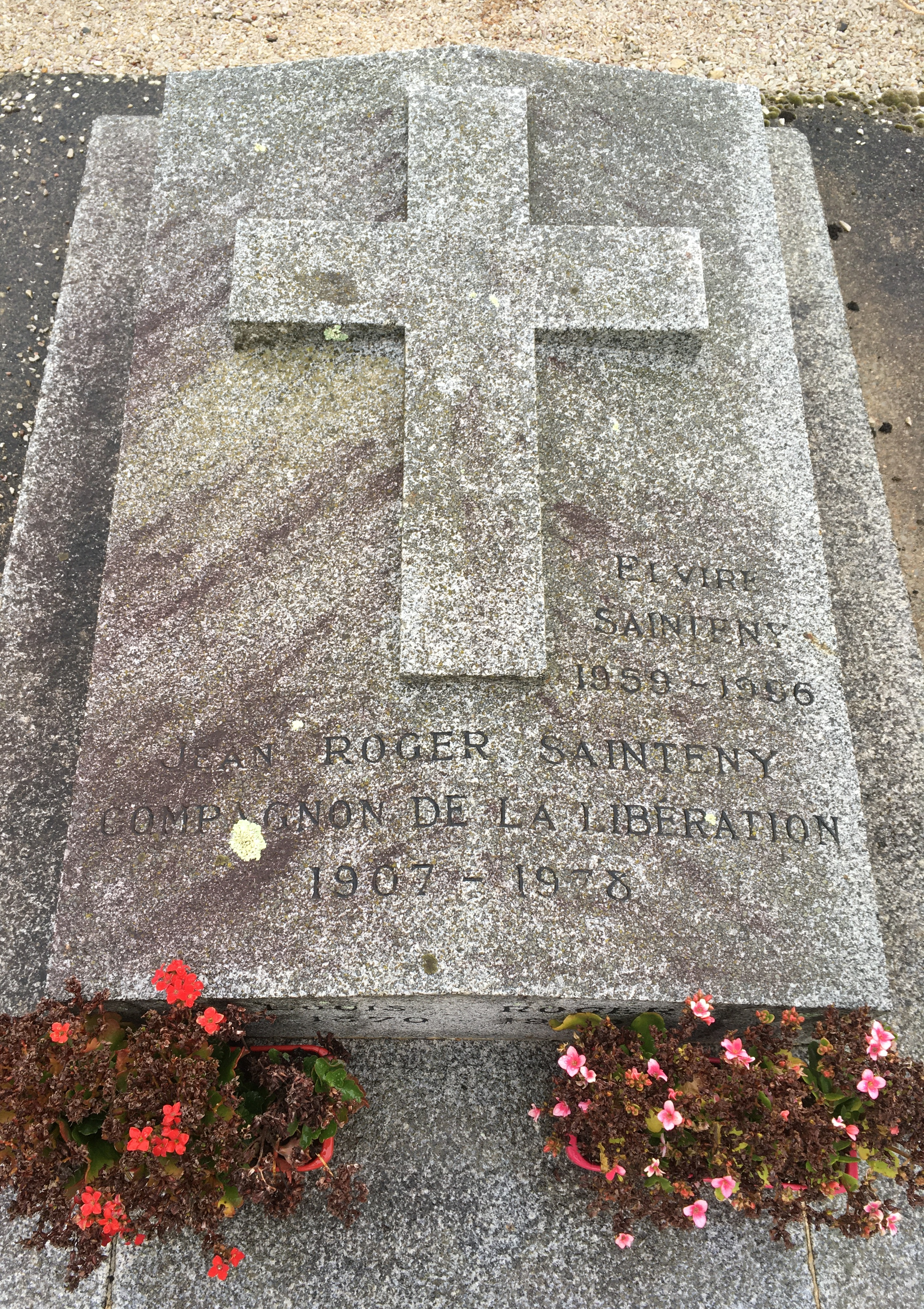
讓·聖特尼的墳墓

## 生平
- 1929年至1932年在法屬印度支那銀行任職。
- 1940年加入法國抵抗運動。
- 1946年作為共和國特派員被派往法屬越南。
- 1959年至1962年任法國旅遊幹事長。
- 1962年至1966年任蓬皮杜政府的退伍軍人及戰爭傷員部部長。
- 1967年至1972年任法國航空公司總監。
- 1969年他組織成立了法國國際佛學院。
- 1968年至1977年被戴高樂將軍任命為憲法委員會委員。